# جاستن ريد
جاستن ريد (بالإنجليزية: Justin Reid)‏ هو لاعب كرة قدم أمريكية أمريكي، ولد في 15 فبراير 1997 في Prairieville, Louisiana ‏ في الولايات المتحدة.